# Desparejado
Desparejado (Uncoupled en su versión original) es una serie de televisión de comedia romántica estadounidense creada y escrita por Darren Star y Jeffrey Richman que se estrenó en Netflix el 29 de julio de 2022.
La serie está protagonizada por Neil Patrick Harris como un recién soltero gay de Manhattan que navega por las apps de citas por primera vez en 17 años después de ser abandonado abruptamente por su pareja a largo plazo.

## Reparto

### Principal
- Neil Patrick Harris como Michael Lawson, un agente inmobiliario de la ciudad de Nueva York.
- Tisha Campbell como Suzanne Prentiss, socia comercial de Michael.
- Emerson Brooks como Billy Burns, meteorólogo y uno de los mejores amigos de Michael.
- Brooks Ashmanskas como Stanley James, un marchante de arte y uno de los mejores amigos de Michael.

### Secundario
- Marcia Gay Harden como Claire Lewis, una mujer rica que recientemente fue abandonada por su esposo y se convierte en cliente de Michael.
- Tuc Watkins como Colin McKenna, el exnovio de Michael
- André De Shields como Jack, un hombre mayor que es vecino de Michael al final del pasillo en 44 Grammercy Park.
- Colin Hanlon como Jonathan #1, comprometido con Jonathan #2 y uno de los mejores amigos de Michael.
- Jai Rodriguez como Jonathan #2, comprometido con Jonathan #1 y uno de los mejores amigos de Michael.
- Nic Rouleau como Tyler Hawkins, un corredor de campeonato y rival de Michael y Suzanne.
- Jasai Chase Owens como Kai Prentiss, hijo de Suzanne.

### Invitados
- Stephanie Faracy como Lisa Lawson, la madre de Michael ("Capítulo 1", "Capítulo 4")
- Byron Jennings como Ben Lawson, el padre de Michael ("Capítulo 1", "Capítulo 4", "Capítulo 5")
- Gilles Marini como Paolo, un hombre de negocios italiano con quien Michael tiene una aventura de una noche ("Capítulo 3")
- Peter Porte como Josh Gibson, un dermatólogo con quien Michael sale brevemente ("Capítulo 5")
- David Burtka como Jerry, el compañero de trabajo de Billy y el interés amoroso de Stanley ("Capítulo 6") (Burtka y Neil Patrick Harris están casados en la vida real).
- Dan Amboyer como Luke, un maestro de tercer grado que es el interés amoroso de Michael ("Capítulo 6")
- David Pittu como Dennis, el consejero matrimonial de Colin y Michael ("Capítulo 1", "Capítulo 4")
- Bruce Altman como Henry, el exmarido de Claire ("Capítulo 7")
- David A. Gregory como Corey, un agente inmobiliario con el que Michael vuelve a conectar en un viaje de esquí ("Capítulo 7")
- Tamala Reneé Jones como Mia, amiga de Suzanne ("Capítulo 7")

## Episodios
| N.º | Título       | Dirigido por   | Escrito por                   | Fecha de emisión original |
| --- | ------------ | -------------- | ----------------------------- | ------------------------- |
| 1 | «Capítulo 1» | Andrew Fleming | Darren Star & Jeffrey Richman | 29 de julio de 2022       |
| Michael organiza una fiesta sorpresa de 50 años para su pareja de 17 años, Colin. Colin le dice que se mudará a otro apartamento para "resolver las cosas". Michael se preocupa de que se separará después de reunirse con Claire, quien esta vendiendo su departamento después de divorciarse de su marido. Después atiende una sesión de terapia de pareja con Colin y termina dominando la conversación. Colin rompe con Michael después de la sesión. Suzanne, la socia de Michael, le revela que ha encontrado el departamento donde Colin vive y con quién está haciéndolo. |              |                |                               |                           |
| 2 | «Capítulo 2» | Andrew Fleming | Darren Star & Jeffrey Richman | 29 de julio de 2022       |
| Suzanne revela que encontró a Colin en su nuevo departamento con Tyler, el rival de Michael en la agencia inmobiliaria. Michael lo confronta en un evento de caridad de la compañía, pero Tyler le aclara que solo ayudó a Colin a encontrar el departamento y a mudarse ahí. También afirma que Colin no está con nadie, lo que frustra a Michael al notar que Colin solo quería abandonarlo. Michael vence a Tyler en obtener la autorización de Claire para vender su departamento después de explicarle que tan similares son sus situaciones. |              |                |                               |                           |
| 3 | «Capítulo 3» | Andrew Fleming | Darren Star & Jeffrey Richman | 29 de julio de 2022       |
| Los amigos de Michael, Billy y Stanley, lo motivan a buscar relaciones con otras personas para que olvide a Colin. Al principio se resiste pero al final descarga Grindr cuando se entera de que también Colin anda buscando relaciones. Michael y Suzanne ayudan a un comprador italiano llamado Paolo a encontrar un departamento. Michael y Paolo reciben notificaciones mutuas de la aplicación y Michael acepta la invitación de Paolo para tener sexo. Michael se reúne con Stanley para platicarle del ligue pero se enfurece al saber que ha ido a una cena organizada por Colin. |              |                |                               |                           |
| 4 | «Capítulo 4» | Andrew Fleming | Darren Star & Jeffrey Richman | 29 de julio de 2022       |
| Claire ha recibido solo una oferta por su departamento y quiere esperar una oferta mejor, pero Michael le sugiere que se resiste a irse del lugar porque no puede imaginar una nueva vida para ella. Michael se encuentra con Colin en casa de sus padres y tienen una plática amigable que termina en una discusión. Michael encuentra al consejero de parejas y le comenta molesto que Colin rompió con él después de la sesión pero el consejero le hace notar que Michael provocó que Colin se separara de él. Mientras tanto, Suzanne y Claire se hacen amigas durante una fiesta y esto hace que Claire esté de acuerdo en vender su departamento. Michael le pide disculpas a Stanley por su actitud. |              |                |                               |                           |
| 5 | «Capítulo 5» | Andrew Fleming | Darren Star & Jeffrey Richman | 29 de julio de 2022       |
| Michael acude a un evento espiritual con Suzanne. Ellos no creen que haya funcionado hasta el día siguiente cuando Michael se levanta sintiéndose mejor que nunca y conoce a un hermoso dermatólogo con el que su padre lo ha citado y se da cuenta de que tiene mucha química con él. Mientras tanto, Suzanne descubre que el hombre que debe retirar de su cama, según el gurú, resulta ser su propio hijo. Todo parece ir bien en la cita de Michael y su pareja hasta que se da cuenta de que el dermatólogo es más de lo que él espera. |              |                |                               |                           |
| 6 | «Capítulo 6» | Andrew Fleming | Darren Star & Jeffrey Richman | 29 de julio de 2022       |
| Mientras están en una fiesta de disco y patinaje organizada por Billy, Michael y Stanley encuentran posibles intereses amorosos. Michael se rompe el dedo gordo del pie y es forzado a usar una bota cuando el guapo maestro Luke accidentalmente patina sobre su dedo. Los dos pronto encuentran química sobre la forma tan negativa como los trataban sus parejas anteriores, pero Michael termina rompiendo la relación al sentir que Luke está acelerando las cosas. Mientras tanto Stanley descubre que Jerry, un teleprompter del canal donde trabaja Billy, sigue su galería de arte. Ambos salen en una cita, pero terminan rompiendo cuando Jerry intenta seducir a Stanley para que le compre las pinturas de su madre para su galería de arte. Claire intenta encontrar un departamento con poco éxito, pero termina comprando un departamento demasiado cerca de donde vive Michael. |              |                |                               |                           |
| 7 | «Capítulo 7» | Andrew Fleming | Darren Star & Jeffrey Richman | 29 de julio de 2022       |
| Michael, Stanley y Billy deciden viajar a un viaje de skis para gays donde Michael reconoce a un socio atractivo que conoció años antes llamado Corey, sin embargo también se encuentra con Horst quien le revela que Colin se fue a Miami con su nuevo novio, un arquitecto exitoso y atractivo. Esto hace que Michael eche a perder su cita al tomar demasiado y la vanidad de Billy provoca que Michael se lleve un "recuerdito" del lugar en su cara. Mientras tanto Claire y Suzanne acuden a un bar donde Claire se reencuentra con su ex-marido y Suzanne, creyendo que el mesero la quiere ligar, recibe una revelación respecto a su hijo. |              |                |                               |                           |
| 8 | «Capítulo 8» | Andrew Fleming | Darren Star & Jeffrey Richman | 29 de julio de 2022       |
| ¡Los Jonathans se casan! El día finalmente está ahí y Michael, sabiendo que Colín acudirá, le pide ayuda a Suzanne para que le cubra las heridas del rostro con maquillaje. Al llegar a la fiesta se encuentra con Colin y saluda a quien cree que es su pareja, solo para darse cuenta de que Colin viene solo. Para su sorpresa, Michael no siente más rencor por Colin y se anima a bailar con él, mientras intenta negociar la compra del departamento que tenían juntos. Mientras tanto Suzanne intenta saber más sobre la intención de su hijo de conocer a su padre biológico, Stanley recibe una mala noticia respecto a su salud y Billy es herido en su orgullo. Cuando Michael regresa a casa se lleva una enorme sorpresa. |              |                |                               |                           |